# セト
セト（Set）は、エジプト神話における砂漠の神及び戦争の神。ヘリオポリス九柱神に数えられる。

## 概要
大地の神ゲブを父に、天空の女神ヌトを母に持つ。二柱の間に生まれた四柱の神々の三男であり、冥界の神オシリスを兄に、豊穣の女神イシスを姉、葬祭の女神ネフティスを妹に持つ。配偶神は妹でもあるネフティス、彼女との間にアヌビス、ネイトとの間にセベクを成した。
オシリスとイシスの伝説において、兄オシリスを殺害し「兄殺し」の汚名を受け、オシリスとイシスとの間に出来た息子ホルスと王位を巡って争い敗れたためにセトは嫌われ者の神となり、悪神として捉えられた。セトの象徴となっている動物たちはみな、古代エジプトにおいて、人々に有害なものとされてきた存在であり、ファラオが直接狩りを行う風習が生まれるなどその嫌われようがうかがえる。しかしながら、セトは英雄的な一面も併せ持ち、太陽神ラーの航海では邪悪な大蛇アポピスからラーを守ることが出来る唯一の神とされ、讃えられた。

## 外見
壁画などで表現されているセトの頭はセト・アニマルと呼ばれる正体不明な動物で、一般的に四角い両耳、先の分かれた尾（パピルスの花）そして曲がって大きく突き出した鼻を持ち、犬、ツチブタ、ジャッカルのほか、シマウマ、ロバ、ワニ、ブタ、そしてカバなどとも結びつけられている。このため、想像上の動物（合成獣）をわざわざ作ってセトに充てたとする説も存在する。このように様々な動物を合体させて想像上の動物を作り神に充てる例は多く、他にトエリスが挙げられる。

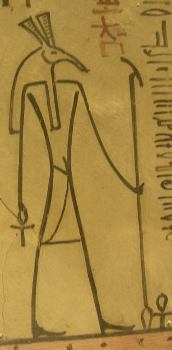
トトメス3世の墓所に描かれたセト。

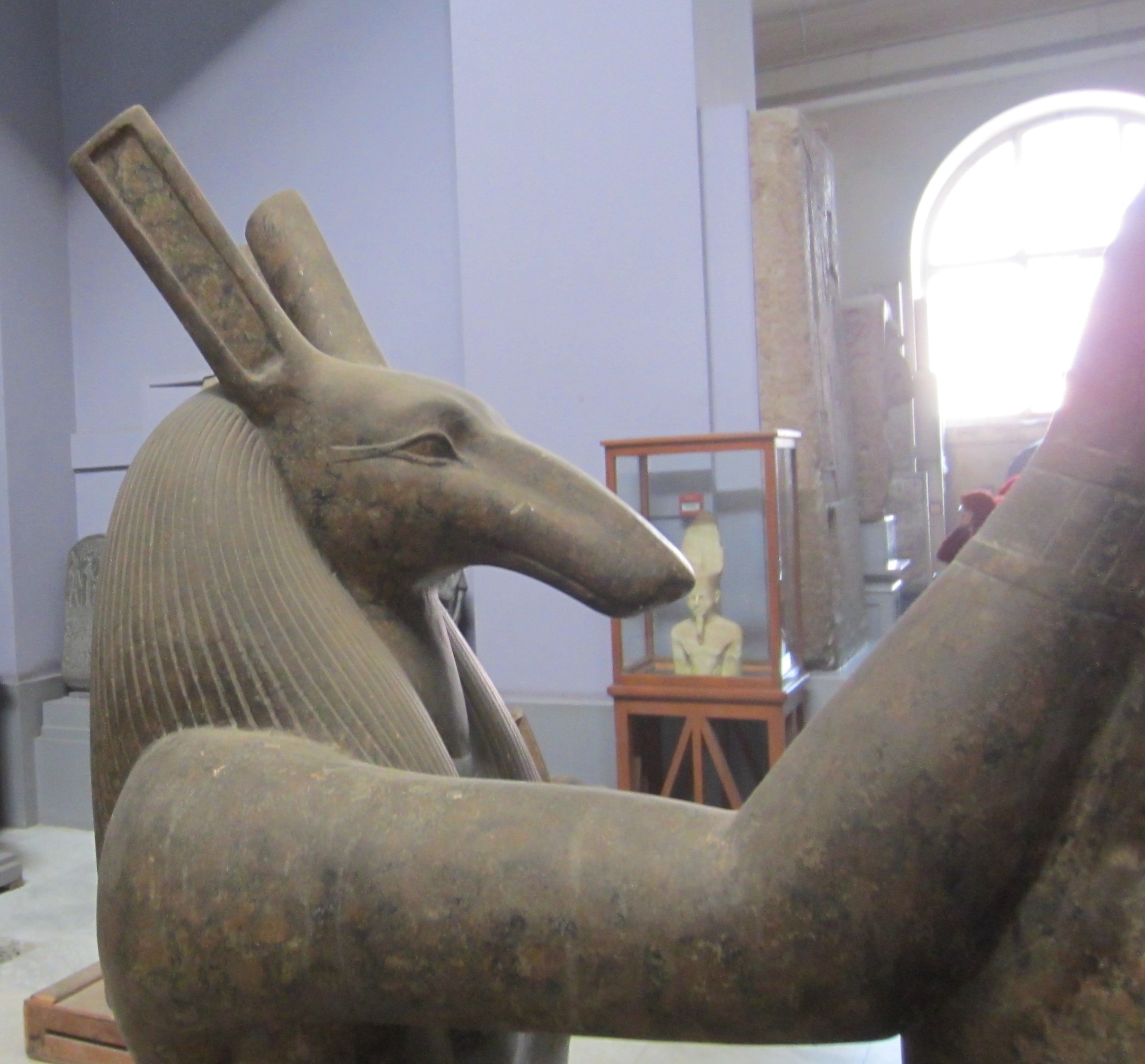
第20王朝のセト像

セトの図像が手にしているのは、生命を意味する「アンク（Ankh）」と権力と支配（統治）、権威と繁栄を意味する「ウアス（Ouas／ウス／ウァズ）」と呼ばれる杖である。ウアス杖は、王権の守護神や王が持つとされヒエログリフにもなっている。ウアス杖の頭は、セトやアヌビスの頭とされる。ウアス杖の先端は二股になっており、古くからある蛇避けの杖の名残であるとされる。

## 名称
セト（Set）はセト（Seth）、セテカー（Setekh）、ステカー（Sutekh）など他の呼び名も持つ。

## 信仰の変遷
初期のセトは砂漠の神であり、砂嵐を引き起こしているとされるが、その一方キャラバンの守り神でもある。また、粗暴な性格を持つ戦争を司る神であるが、その武力が外に向けられると軍隊の守護神となり、悪蛇アポピスからラーを守る役割とも合わさって軍神としての神格を持つようになり、信仰を受けるようになった。
次第にセトは元より信仰を受けていたホルスと取って変わるようになり、紀元前3000年代には特にナイル川下流部の下エジプトの王を後援・象徴する神となり、大いに崇められた。
ところが、時代を下るにつれて、オシリスがセトより重要な神と認知され始めたため、正反対の描写をされてきたセトは悪役の立場を背負わされ、遂には兄オシリスを殺すというエピソードまで生まれた（オシリスとイシスの伝説を参照）。そして、親の敵討ちに乗り出すホルスの敵役にされてしまう。
この事からセトは悪の神として扱われていたが、新王国第19王朝になって宗教上の復権を果たした。これはラムセス家のセトへの信仰とセトの名を冠したファラオ、セティ1世が即位したためである。「セティ」とは、「セト神による君主」という意味であり、セティ1世の息子であるラムセス2世はセトから弓の使い方を教えられるレリーフやホルスとセトに戴冠式の祝福をされる場面を表したレリーフを残し、セトは「王の武器の主人」という称号を受け、ファラオに武術を教える神として信仰された。このようなセト神への信仰からラムセス家がヒクソス系ともセト神の神官の家系であったともいう説もある。
また、第20王朝はセトナクト（「セトによって勝利する」の意味）という名のファラオによって創設された。しかしながら、戦争に関する神は民間での人気はなく、王家の崇める神に留まったが、それでも上エジプトでは根強く信仰された。
なお、新王国の前にも、初期王朝時代第2王朝のセト・ペルイブセン、中王国第13王朝のセト・メリブレといったセトの名を冠したファラオが即位している。この事からセティ1世の即位のかなり以前からセトが単に悪の神として扱われず、崇拝の対象にもなっていた事がうかがえる。
第15王朝で異国の統治者達ヒクソスは、自分たちの主神であるバアルに最も似ていると考えたセトを守護神として選び、主神として崇拝した。これが元でセトは外国人の神として扱われ、アッシリア帝国やペルシャ帝国を含む外国の支配者とも結び付けられるようになった。セトは、第三中間期および後期にエジプトが複数の外国勢力に征服された後は、悪魔とも結びつけられ、特に悪名高い存在として扱われた。

## 余談
セトは、性欲を象徴する神ともされた。これと関連してセトの好物はレタスとされる。
レタスは、古代エジプトが原産とする説があり、4000年前には、既に栽培されており、エジプト古王国時代の遺跡である「ニアンククヌムとクヌムヘテプの墳墓」には、「レタス栽培」を表したものとされる浮き彫りが残されている。ただし浮き彫りの形から判断するに現在一般によく見かける「玉ヂシャ」や「リーフレタス」ではなく高く伸びた茎や葉を食べる「ステムレタス」に近かったのではないかと考えられている。
古代エジプトでは、レタスは、茎から出る白い液が精液の素になると看做され、催眠・催淫効果があると考えられたことから、精力増強剤や媚薬として食されていた。またレタスは、ファルスの神であるミンの象徴でもある。ここからセトは、ミンとも習合された。
レタスに絡んだセトとホルスに関する逸話が残されている。セトは、イシスによる報復の結果、ホルスの精液を食べてしまい妊娠したとされる（このことからセトは、両性具有とも考えられる）。これは、エジプト第19王朝時代に書かれた「チェスター・ビーティー・パピルス」（銅山王 アルフレッド・チェスター=ビーティー Alfred Chester-Beatty 所有の古代エジプトパピルスコレクション）に記されている。